# 비인두암
비인두암(Nasopharyngeal carcinoma, NPC)은 비인두에서 발생하는 가장 흔한 암이며, 가장 일반적으로 후측 비인두 또는 인두오목부(로젠뮬러 포사)에서 발생하며, 발병 사례의 50%를 차지한다. 비인두암은 어린이와 성인에게서 발생한다. 비인두암은 발생, 원인, 임상 행동 및 치료에서 다른 두경부암과 크게 다르다. 다른 지역보다 동아시아와 아프리카의 특정 지역에서 훨씬 더 흔하며 바이러스, 식이 및 유전적 요인이 그 원인과 관련되어 있다. 남성에게 가장 흔하다. 미분화 유형의 편평 세포 암종이다. 편평 상피 세포는 피부와 일부 체강을 감싸는 막에서 발견되는 편평한 유형의 세포이다. 미분화 세포는 성숙한 특징이나 기능이 없는 세포이다.